# Боевые действия на юге Украины (с 2022)
Боевые действия на юге Украины во время российского вторжения начались 24 февраля 2022 года с наступления российских войск с территории Крымского полуострова. Их стратегической целью заявлялась полная оккупация юга Украины, что позволило бы создать сухопутный коридор в Крым и выход к Приднестровью.
Южный театр военных действий охватил территорию Херсонской, Запорожской и Николаевской областей, а также прилегающих районов Донетчины.
С началом боевых действий на Украине было закрыто большинство морских портов. Наступая на восток, российские войска почти полностью установили контроль над сухопутным коридором в Крым в среднем на 100 км от побережья Азовского моря, захватили порт Бердянск, соединились с наступающими вооружёнными формированиями самопровозглашённой Донецкой Народной Республики и совместно захватили Мариуполь. Наступая в северном и западном направлении, российские войска захватили Каховскую ГЭС, Запорожскую АЭС, оккупировали город Херсон, вышли к Вознесенску, но были отброшены. В начале ноября 2022 года в ходе атак ВСУ российские войска отступили с правого берега Днепра.

## Обзор

### Участвующие силы
С российской стороны на начальном этапе вторжения было сформировано четыре группировки войск (сил) — «Запад», «Восток», «Центр» и «Юг» — соответствующих четырём военным округам. К поздней осени 2022 за ними были чётко закреплены участки сложившейся линии фронта. «Южно-Донецкое направление» — зона ответственности группировки «Восток». Она доходит до района Работино — Вербовое — Новофёдоровка, западнее которого находится зона ответственности группировки «Днепр». Эта группировка была создана позже остальных, уже после оставления Херсона. Она в основном сформирована из частей ЮВО и приданных им для усиления частей ВДВ и отвечает за небольшой участок запорожского направления и за линию соприкосновения вдоль Днепра — «херсонское направление».

### Список сражений театра
| Западное направление: - Бои за Херсон - Бои под Чернобаевкой - Контрнаступление в Херсонской области (2022) - Бои за Николаев - Бои за Вознесенск (2022) | Восточное направление: - Бои за Энергодар - Бои за Мелитополь - Бои за Мариуполь (2022) (совместно с наступлением на востоке) |

## Ход военных действий

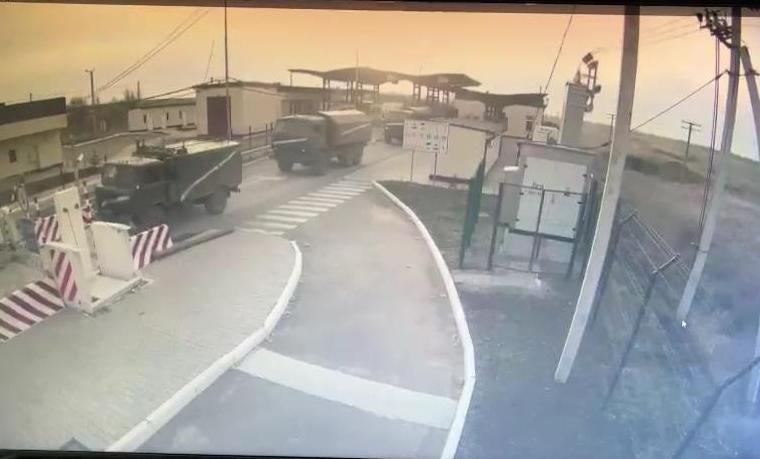
Движение российской военной техники из Крыма через Геническ в первый день вторжения

### Февраль
24 февраля, вскоре после того, как президент России Владимир Путин объявил о начале вторжения на Украину, российские войска нанесли ракетные удары по военным объектам на территории Херсонской, Запорожской и Николаевской областей, включая военный аэродром Чернобаевка в Херсонской области и Кульбакино в Николаевской области.
После обстрелов российские армейские части при поддержке с воздуха вошли с территории Крыма в Херсонскую область и продвинулись на 60 км, начав движение к Херсону и Каховскому водохранилищу (для возобновления подачи воды в Крым по Северо-Крымскому каналу).
Был оккупирован город Геническ, во время российского наступления погиб Герой Украины сапёр Виталий Скакун, который, как сообщается, пожертвовал собой, чтобы обрушить Генический мост и замедлить продвижение российской армии.
Военно-морской флот России провёл атаку на остров Змеиный и блокировал черноморские порты Украины. Были прекращены все торговые перевозки из украинских портов в Азовском море.

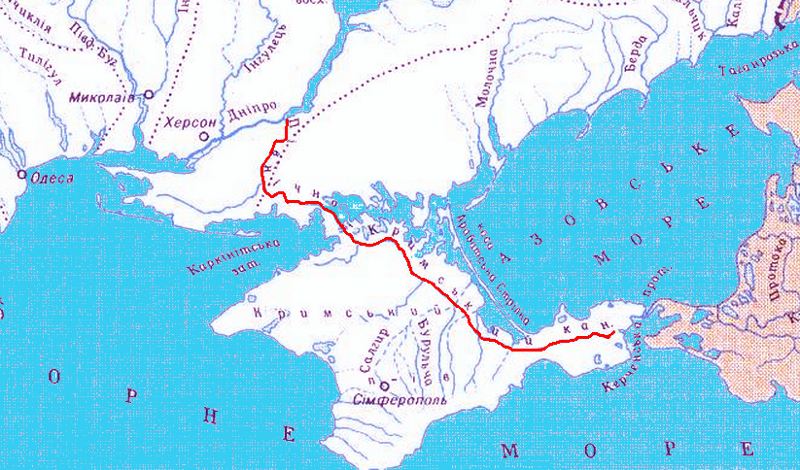
Северо-Крымский канал, разблокированный российской армией 26 февраля

К утру 25 февраля российские войска окружили и оккупировали город Новая Каховка, разблокировав Северо-Крымский канал (перекрытый Украиной в 2014 году, после аннексии Крыма Россией). Продолжились бои за подступы к Херсону, российские войска прорвали оборону города и вышли на Антоновский мост через Днепр. В Херсоне был введён комендантский час.
На востоке бои начали смещаться на территорию Запорожской области в направлении Мелитополя, который, по заявлению Министерства обороны России, к 26 февраля был взят морской пехотой, десантировавшееся в районе населённого пункта Азовское.
Российские войска также развернули наступление в сторону Мариуполя, бои за который начались 24 февраля. Бронетанковая колонна прошла через город Приморск и, обойдя Бердянск и захватив территорию бывшего Бердянского аэропорта, продолжила движение в направлении Мариуполя.
26 февраля российские сапёры подорвали дамбу, перекрывавшую поступление днепровской воды в Северо-Крымский канал. По заявлению местной администрации, продолжались бои за Мелитополь.
В тот же день российская бронетанковая группа прорвалась в Каховку на Днепре и оттуда начала продвижение в направлении Николаева; однако прошедшая ночью атака на Николаев была отбита. Продолжались бои на Антоновском мосту в Херсоне.
27 февраля российские СМИ заявили о «блокировке» городов Херсон и Бердянск, захвате города Геническ и аэропорта под Херсоном. Российские войска, прибывшие из Крыма через Бердянск, окружили Мариуполь с запада и начали штурм.
28 февраля Турция закрыла проливы Дарданеллы и Босфор для любых военных кораблей.

### Март
2 марта Херсон был оккупирован российскими войсками.
3 марта российские войска захватили местную телевышку и с 4 марта организовали трансляцию российских телеканалов. В тот же день заявлялось о затоплении в акватории Чёрного моря эстонского гражданского судна Helt.
7 марта, по заявлению украинской стороны, в результате обстрела Чернобаевки были уничтожены 30 российских вертолётов.
11 марта МВД Украины сообщило, что мэра Мелитополя Ивана Фёдорова похитили из городского кризисного центра, где он занимался вопросами жизнеобеспечения города. В тот же день Генеральная прокуратура ЛНР завела против него уголовное дело по подозрению в финансировании экстремистской организации «Правый сектор». Позднее Фёдоров был обменян на девять российских военнослужащих, захваченных в плен ВСУ.
14 марта в Херсонской и Запорожской областях начали вещание российские телеканалы «Первый крымский» и «Крым-24».
16 марта украинские войска произвели успешное контрнаступление под Николаевом, сместив линию фронта до села Посад-Покровское.
21 марта Министерство инфраструктуры Украины сообщило, что порты страны, расположенные на Чёрном и Азовском морях, закрыты для прохода судов: порты Мариуполь, Бердянск, Скадовск, Херсон временно не работают и контролируются российскими войсками, порты Николаев, Ольвия, Южный, Одесса, Черноморск частично осуществляют обработку имеющегося у причалов флота и отгрузку по железной дороге и автотранспорту. Порт Белгород-Днестровский не работает из-за отсутствия в порту флота и грузов.
24 марта в порту Бердянска украинскими ракетами был затоплен большой десантный корабль «Саратов» и повреждён его одноклассник; Российская Федерация анонсировала создание гуманитарного коридора для гражданских кораблей.
Генеральный штаб ВСУ заявил, что корабли «Цезарь Куников» и «Новочеркасск» получили повреждения во время атаки, в дальнейшем подтвердилась смерть капитана корабля «Цезарь Куников».
27 марта польские СМИ сообщили, что российский морской спецназ в устье Дуная (поблизости от границы с Румынией) в ходе диверсии, возможно, потопил украинское разведывательное судно «Переяслав» проекта «Угломер».
29 марта обстрелу подверглась Николаевская областная государственная администрация, погибло 37 человек.
30 марта США заявили о том, что их корабли не будут входить в акваторию Чёрного моря до окончания конфликта.

### Апрель
3 апреля, после отступления российских войск с Киевского направления, Россия расширила свое наступление на юг Украины, усилив бомбардировки и удары по Одессе, Николаеву и Запорожской АЭС.
7 апреля прошёл телефонный разговор министров обороны Турции, Болгарии, Грузии, Польши, Румынии и Украины.
10 апреля в Мариуполе началась осада завода «Азовсталь».
14 апреля в акватории Чёрного моря затонул ракетный крейсер «Москва».
26 и 27 апреля был обстрелян мост через Днестровский лиман возле Одессы.

### Май
16 мая началась эвакуация украинских войск с «Азовстали».
30 мая президент Турции Реджеп Эрдоган сказал президенту Украины Владимиру Зеленскому, что Турция ценит усилия по созданию безопасного морского коридора для экспорта сельскохозяйственной продукции. Днём ранее Эрдоган провёл беседу с президентом России Владимиром Путиным, в ходе которой получил гарантии поддержки коридора с российской стороны.

### Июнь
1 июня, по словам губернатора украинской области Виталия Кима, российские силы начали взрывать мосты под Херсоном, поскольку «боятся контратаки украинской армии».
9 июня агентство Reuters сообщило о заявлениях Украины и Великобритании о том, что украинские силы добились успехов в своём контрнаступлении на Херсон, включая создание плацдарма через реку Ингулец.
10 июня украинская сторона утверждала, что они нанесли артиллерийский удар по двум российским позициям; также утверждалось, что во время первого удара они убили двух российских генералов, одного армейского и одного из ФСБ, работавшего, по данным Украины, на референдуме в Херсонской области.
17 июня российский буксир «Спасатель Василий Бех» был потоплен ВМС Украины возле острова Змеиный в Чёрном море.
20 июня Украина нанесла ракетный удар по буровым платформам в Черном море, захваченным РФ в 2014 году в ходе российской интервенции в Крым. По заявления Сергея Аксенова, 3 человека были ранены, также сообщалось о пожаре на платформе. По версии МО РФ, украинские военные обстреляли вышки после провала попытки захвата острова Змеиный, однако, согласно предположению руководителя мониторинговой группы Института Черноморских стратегических исследований Андрея Клименко, Россия могла использовать вышки в военных целях.
21 июня Министерство обороны РФ заявило, что в ответ на атаку буровых вышек российские силы нанесли удар по военным объектам Украины, в результате которых заявлялось об уничтожении в районе Одессы ангаров с БПЛА «Байрактар-ТБ2», двух артиллерийских взводов и двух зенитно-ракетных комплексов.
В конце июня украинские официальные лица начали призывать жителей оккупированных Россией южноукраинских территорий бежать в сторону Крыма ради уменьшения потерь среди гражданского населения.
31 июня началось отступление российских войск с острова Змеиный.

### Июль
1 июля ночью Россия нанесла ракетный удар по курортному посёлку Сергеевка в Одесской области, в результате чего погибли не менее 21 человека, в том числе один ребёнок, и пострадали 38.
С середины июля расположенная в Энергодаре российская артиллерия начала обстрелы прилегающих территорий, используя АЭС для прикрытия.
23 июля в интервью The Telegraph губернатор Николаева Валерий Ким заявил о намерении закрыть город на несколько дней, чтобы провести расследование в отношении подозреваемых в сотрудничестве с Россией: «Мы будем обучать наши вооруженные силы и полицию поиску диверсантов». По его словам, диверсантов в городе немного, но он «подозревает всех».
27 июля под Херсоном украинская артиллерия повредила автомобильный Антоновский мост, 30 июля был повреждён Антоновский железнодорожный мост.

### Август
4 августа разведка Минобороны Великобритании сообщила о том, что российские войска, вероятно, установили в воде возле двух мостов через Днепр пирамидальные радарные отражатели, для защиты их от ракет с головками самонаведения со встроенным активным радаром. К подобным боеприпасам относятся американские крылатые ракеты Harpoon и британские — Brimstone, которые Украина получила в качестве иностранной военной помощи.
9 августа на аэродроме Саки в Крыму произошло несколько масштабных взрывов.
13 августа президент Украины Владимир Зеленский заявил, что российские войска, дислоцированные на Запорожской АЭС, станут «специальными целями». Заявление было сделано на фоне предупреждений о том, что Кремль может ложно утверждать, что Киев нанес прямой удар по критически важному объекту.
16 августа в Крыму произошло три крупных взрыва.
22 августа был проведён украинский ракетный удар по Антоновскому мосту в Херсонской области. По заявлению оккупационных властей, обстрел из систем HIMARS пришёлся на время ремонтных работ, убив двоих рабочих и ранив 16. По заявлению главы Херсонской обладминистрации, удар пришёлся на момент, когда по мосту двигалась колонна российских машин с боеприпасами.

### Сентябрь
4 сентября Президент Украины Владимир Зеленский заявил, что ВСУ освободили Высокополье Херсонской области.

### Октябрь
2-3 октября ВСУ провели крупное наступление в Херсонской области. Президент Украины Владимир Зеленский заявил 2 октября, что военные освободили поселок Архангельское на реке Ингулец, а также поселок Миролюбовка. По данным российских «военкоров», к 3 октября ВСУ заняли несколько населённых пунктов от Нововоронцовки на границе с Днепропетровской областью до как минимум Михайловки, расположенной в 25 километрах.

### Ноябрь
9 ноября российское командование заявило об отступлении с правобережья Днепра.
11 ноября в Главном управлении разведки Минобороны Украины объявили, что в Херсон заходят части ВСУ.

## Минирование акватории Чёрного моря

### Обнаружение плавучих мин
3 марта у берегов Одессы затонул эстонский сухогруз «Helt», издание Navalnews не исключает как затопление корабля российской ракетой «Калибр», так и отцепившейся морской миной. Из-за угрозы подрыва на минах в украинских портах оказались заблокированы 67 судов из 15 стран.
26 марта в прибрежной зоне пролива Босфор был обнаружен предмет, «похожий на мину». На некоторое время было перекрыто движение по проливу.
28 марта силы турецкого флота уничтожили очередную мину, обнаруженную в море недалеко от границы с Болгарией, её нейтрализовала команда подводной обороны (SAS). В тот же день дрейфующую морскую мину обнаружили в румынских водах — рыболовецкое судно «Олимпус-1» проинформировало румынские власти о её обнаружении в 70 километрах от берега, для нейтрализации был направлен минный заградитель «Вице-адмирал Константин Бэлеску» с группой водолазов.
29 марта в Чёрном море рядом с Крымским мостом получил большую пробоину и подал сигнал бедствия российский сухогруз «Омский 205».
6 апреля одна плавучая мина была уничтожена турецкими сапёрами.
14 мая мэром города Одесса сообщалось о проплывающей вблизи городского пляжа мине.

### Гуманитарный коридор
В середине марта Международная морская организация просила организовать коридор для эвакуации моряков и судов, оказавшихся в районах Чёрного и Азовского морей.
24 марта начальник Национального центра управления обороной РФ Михаил Мизинцев заявил, с 25 марта Россия создаст гуманитарный коридор от района сбора, расположенного в 20 милях юго-восточнее порта Черноморск. Иностранными СМИ высказывалось мнение, что коридор действительно был создан, но мировое судоходство не хотело пользоваться им из-за большого количества мин, поэтому движения кораблей по нему не наблюдалось.

### Заявления сторон
Украинская сторона не отрицала использование морских мин вокруг собственных портов для их непосредственной защиты; Украиной на счёт российских ракет были записаны молдавское судно «Millennial Spirit» и турецкое «Yasa Jupiter», а в поражениях шедших под панамским флагом кораблей «Helt», «Namura Queen» и «Lord Nelson» Украина и Панама обвинили российские ракеты совместно. Во всех перечисленных случаях Россия обвиняла украинские мины.
18 марта о постановках мин в Чёрном море на маршруте от Одессы до Стамбула заявил Николай Румянцев, начальник порта Сочи, расположенного с восточной стороны Чёрного моря.
19 марта ФСБ России заявили, что вскоре после начала боевых действий ВМС Украины установили на подходах к портам Одесса, Очаков, Черноморск и Южное минные заграждения (около 420 советских якорных мин устаревших типов, произведённых в первой половине XX века).Также они заявляли, что прошедший шторм привёл к обрывам тросов (минрепов) и к свободному дрейфу мин в западной части Чёрного моря с возможным дрейфом до пролива Босфор и далее в моря Средиземноморского бассейна.
В конце марта украинские власти обвинили российские силы в использовании мин, захваченных при аннексии Крыма в 2014 году, в частности 30 марта об этом заявил Владимир Зеленский.
22 марта Управление навигации, гидрографии и океанографии ВМС Турции выпустило уведомление, предупреждающее о дрейфующих минах в Чёрном море.
7 апреля в ходе созвона министров обороны Турции, Болгарии, Грузии, Польши, Румынии и Украины министр обороны Турции Хулуси Акар подтвердил обнаружение трёх мин у турецких берегов; 10 апреля он заявил, что не знает, кто точно устанавливал мины, но предположил, что они являются средством принуждения к заходу тральщиков НАТО в Чёрное море.
30 мая глава МИД России Сергей Лавров повторно обвинил Украину в минировании акватории Чёрного моря. В тот же день президент Турции Реджеп Эрдоган поблагодарил президента Украины за усилия по созданию безопасного коридора по Чёрному морю.

### Минирование пляжей
В начале войны специалисты ВСУ в Одессе также заминировали большие участки пляжей противотанковыми минами, а коммунальные предприятия Одесского городского совета установили таблички с предупреждением о минах на побережье во избежание несчастных случаев.

## Оценки хода боевых действий
11 апреля 2022 года Государственное бюро расследований (ГБР) открыло дело о ненадлежащей обороне Херсонской области, следствием которой стала её быстрая оккупация в первые дни вторжения.
В конце марта пресс-секретарь президента Турции Ибрагим Калын заявил в интервью CNN, что требования властей России признать аннексию Крыма являются «очень максималистскими» и «нереалистичными».
9 мая New York Times сообщил о планах России укрепиться на юге Украины. Со ссылкой на Сергея Шойгу издание сообщил о восстановлении 1 200 км железнодорожных путей, и создании условий для сухопутного транспортного сообщения с Крымом. Сообщается, что по данным спутников организована подача пресной воды через Северо-Крымский канал.
В конце июня украинские власти заявили о планах по возвращению контроля над Херсонской областью к концу августа. Военные эксперты из США и России скептически оценили эти перспективы, указав, что украинская армия не продемонстрировала способность выбить российские силы с оборонительных позиций в городских районах. Указывается, что попытки такого штурма могут привести к значительным жертвам и разрушениям, аналогично Мариуполю.
В конце июля многими экспертами отмечалась сложность наступления в районе Херсона из-за географических и логистических сложностей:
- 21 июля New York Times отмечала опасения среди западных официальных лиц о неготовности украинской армии к контрнаступлению в районе Херсона. По мнению заместителя начальника штаба ВСУ генерала Александра Кириленко, Украина не располагала достаточными ресурсами для проведения активной стратегии. Директор Института Маккейна и бывший заместитель помощника министра обороны по России, Украине и Евразии Эвелин Фаркас отмечала, что западная поддержка опиралась на оценку возможности Украины отвоевать оккупированные территории и считала, что поддержка могла ослабнуть, если бы ВСУ не смогли продемонстрировать успех на поле боя[131].
- 27 июля Washington Post писал о недостаточной оснащенности украинских войск на юге страны. По их данным, новые артиллерийские системы, как правило, направлялись на Донбасс, где боевые действия велись более интенсивно. По данным издания, США и Германия по состоянию на 1 июля доставили менее половины обещанной ими военной помощи, а Россия обладала значительным преимуществом в вооружении. ВСУ на тот момент использовали артиллерию советских времен, и к ней не хватало боеприпасов, поскольку старые гаубицы использовали практически не производящиеся за пределами России снаряды. По словам украинских артиллеристов, российские гаубицы имели системы автоматической корректировки в зависимости от рельефа местности и погодных факторов, что делало их более точными, чем такие же украинские, но требующие ручной настройки. По оценке артиллеристов ВСУ, контрнаступление с имевшимся оружием было невозможно и лучшее, что они могли делать — держать текущие позиции[132].
- 28 июля CNN отмечал, что местность в области Херсона характеризуется большой площадью открытых холмистых сельскохозяйственных угодий, где любые наступающие силы незащищены. По их оценке, у российских войск было несколько месяцев, чтобы построить по всему региону оборонительные позиции в три эшелона. В качестве одной из проблем украинской армии называлось недостаточное количество штурмовых сил, по мнению издания, предыдущие события ослабили лучшие подразделения, а оружие, предоставленное западными союзниками, не предназначено для наземных наступлений. Еще одной проблемой являлось отсутствие возможности воздушного прикрытия наступательной операции. В то же время уже тогда начались сдвиги на поле боя: системы HIMARS, поставленные США, начали уничтожать важные склады и командные пункты, а также склады боеприпасов глубоко на удерживаемой Россией территории. Однако всё ещё отмечалось, что российские войска контролировали большие территории к северо-востоку от Херсона и всё ещё могли пополнить запасы с помощью понтонных мостов и речных паромов через Днепр[133].

8 августа эксперты Washington Post выразили сомнение в эффективности последней партии оружия, переданной США — по их оценке, переданное оружие больше подходило для оборонительных действий; по данным издания, украинские лидеры просили Запад предоставить больше HIMARS. Президент Владимир Зеленский заявил, что у ВСУ есть всего несколько недель, чтобы изменить ход войны — сроки обусловливались угрозами России аннексировать находящиеся под её контролем территории в сентябре и возможным усложнением кампании в случае, если она затянется на зиму. На вопрос, почему в последний пакет помощи не вошли дополнительные системы HIMARS, представитель Пентагона ответил, что по их оценкам уже переданных 16 систем достаточно для текущих нужд ВСУ. Михаил Подоляк, советник президента Украины Владимира Зеленского, требовал предоставить гораздо больше артиллерии и ракет большей дальности, а также танков и самолетов, чтобы Украина отвоевала Херсон. По его оценкам, Украине необходимо 80-100 установок HIMARS или M270.
7 сентября Washington Post опубликовал репортаж, в котором украинские солдаты заявили, что для вытеснения обороняющейся российской группировки им не хватает артиллерии и указали на значительный технологический разрыв с противником; говорилось о значительном числе убитых и раненых. По словам военных, российские войска в несколько раз преобладали в артиллерийской мощи, используя вновь возведенные бетонные укрепления и оперативно нанося ответные удары с использованием радиоэлектронного оборудования и беспилотников. По оценке издания, Украина надеется, что Херсонское контрнаступление поднимет боевой дух нации и продемонстрирует западным правительствам, что миллиарды долларов в виде экономической и военной помощи окупаются, несмотря на то, что санкции против России подняли цены на энергоносители и инфляцию и усилили опасения по поводу предстоящей зимы. По оценке Роба Ли (военного аналитика Института исследований внешней политики), Украина должна обеспечить достаточно сил для противостояния России на востоке, что может стать проблемой, если подобные потери продолжатся в течение длительного периода времени.
8 сентября аналитик CIT Кирилл Михайлов рассказал, что почти не видел от украинцев каких-то серьезных ошибок стратегического уровня. Тактические были (например, появлялись снятые на Херсонщине кадры, где украинцы на одном участке фронта потеряли 5–6 танков в неудачной атаке), но глобальных оперативных ошибок, сравнимых с российским наступлением на Киев, не было видно, кроме одной – изначального провала обороны на юге, приведшего к тому, что россиянам удалось закрепиться на правом берегу Днепра и выйти с запада к Мариуполю.
10 ноября CNN назвало отступление российских войск на восточный берег Днепра «неудивительным». По мнению издания, после этого будет легче осуществлять их снабжение и они восстановят глубоко эшелонированную оборону, а любая попытка ВСУ форсировать Днепр приведёт к непомерно большим потерям. По мнению CNN, приоритетом Суровикина была стабилизация оборонительных рубежей России, хотя генерал уточнял, что выводимые из Херсона силы «будут использоваться для активных действий, в том числе наступательных, на других направлениях».
В 2024 году украинская разведка считала, что Россия готовится к наступлению на город Запорожье. Командир бригады «Спартан» Алексей Хильченко утверждал, что ВС РФ планировали отправить две дивизии (20 000–30 000 солдат) для первоначального штурма, но половину пришлось перенаправить для отражения украинской атаки в Курской области.